# Frontier Developments
Frontier Developments est un studio de développement de jeux vidéo britannique fondé par David Braben en 1993, à l'origine pour développer Frontier: Elite II, la suite du jeu Elite.

## Historique
En 2008, Frontier Developments se lance sur le WiiWare avec LostWinds, un jeu d'aventure qui remporte un large succès critique. Une suite, LostWinds: Winter of the Melodias, sortira également sur le WiiWare l'année suivante.
En novembre 2010, Frontier Developments participe au lancement de Kinect sur Xbox 360 avec le jeu Kinectimals édité par Microsoft Games Studios. Le jeu remporte un grand succès critique et commercial.
Fort de ce succès, Microsoft annonce un nouveau jeu Kinect développé par Frontier, Disneyland Adventures, qui est sorti en novembre 2011. Le partenariat se poursuit avec Microsoft avec un jeu développé par an.
En octobre 2012, Frontier Developments ouvre un second studio, situé au Canada dans la ville d'Halifax.
Le studio développait également un ambitieux jeu destiné aux consoles Xbox 360 et PlayStation 3, The Outsider. Ce projet fut d'abord arrêté en 2011 avant d'être officiellement annulé en 2014.

## Jeux développés
| Année | Nom                                           | Editeur                     | Plate-forme(s)                                                                          |
| ----- | --------------------------------------------- | --------------------------- | --------------------------------------------------------------------------------------- |
| 1995  | Frontier: First Encounters                    | GameTek                     | MS-DOS, Microsoft Windows, Classic Mac OS, Linux                                        |
| 1995  | Darxide                                       | Sega Enterprises            | Sega 32X                                                                                |
| 1998  | V2000                                         | Grolier Interactive         | Microsoft Windows, PlayStation                                                          |
| 2000  | Infestation                                   | UbiSoft                     | Microsoft Windows                                                                       |
| 2002  | RollerCoaster Tycoon                          | Infogrames Interactive      | Xbox                                                                                    |
| 2003  | Darxide                                       | Frontier Developments       | Pocket PC                                                                               |
| 2003  | Wallace et Gromit : Le Projet zoo             | BAM! Entertainment          | Microsoft Windows, Xbox, PlayStation 2, GameCube                                        |
| 2003  | Dog's Life                                    | Sony Computer Entertainment | PlayStation 2                                                                           |
| 2003  | RollerCoaster Tycoon 2: Wacky Worlds          | Infogrames                  | Microsoft Windows                                                                       |
| 2003  | RollerCoaster Tycoon 2: Time Twister          | Atari, Inc.                 | Microsoft Windows                                                                       |
| 2004  | RollerCoaster Tycoon 3                        | Atari, Inc.                 | Microsoft Windows, OS X, iOS                                                            |
| 2005  | RollerCoaster Tycoon 3: Soaked!               | Atari, Inc.                 | Microsoft Windows, OS X                                                                 |
| 2005  | RollerCoaster Tycoon 3: Wild!                 | Atari, Inc.                 | Microsoft Windows, OS X                                                                 |
| 2005  | Wallace et Gromit : Le Mystère du lapin-garou | Konami                      | PlayStation 2, Xbox                                                                     |
| 2006  | Thrillville                                   | LucasArts                   | PlayStation 2, Xbox, PlayStation Portable                                               |
| 2007  | Thrillville : Le Parc en folie                | LucasArts                   | PlayStation 2, Xbox 360, PlayStation Portable, Nintendo DS, Wii, Microsoft Windows      |
| 2008  | LostWinds                                     | Frontier Developments       | iOS, Wii, Microsoft Windows                                                             |
| 2009  | LostWinds: Winter of the Melodias             | Frontier Developments       | iOS, Wii, Microsoft Windows                                                             |
| 2010  | Kinectimals                                   | Microsoft Game Studios      | Xbox 360, Windows Phone, iOS, Android                                                   |
| 2011  | Kinectimals: Now with Bears!                  | Microsoft Studios           | Xbox 360, Windows Phone, iOS, Android                                                   |
| 2011  | Kinect: Disneyland Adventures                 | Microsoft Studios           | Xbox 360                                                                                |
| 2012  | Coaster Crazy                                 | Frontier Developments       | iOS                                                                                     |
| 2013  | Zoo Tycoon                                    | Microsoft Studios           | Xbox 360, Xbox One                                                                      |
| 2013  | Coaster Crazy Deluxe                          | Frontier Developments       | Wii U, iOS                                                                              |
| 2014  | Tales from Deep Space                         | Amazon Game Studios         | Fire OS, iOS                                                                            |
| 2014  | Elite: Dangerous                              | Frontier Developments       | Microsoft Windows, OS X, PlayStation 4, Xbox One                                        |
| 2015  | ScreamRide                                    | Microsoft Studios           | Xbox 360, Xbox One                                                                      |
| 2015  | Elite Dangerous: Horizons                     | Frontier Developments       | Microsoft Windows, Xbox One, PlayStation 4                                              |
| 2016  | Elite Dangerous: Arena                        | Frontier Developments       | Microsoft Windows, Xbox One                                                             |
| 2016  | Planet Coaster                                | Frontier Developments       | Microsoft Windows, PlayStation 4, PlayStation 5, Xbox One, Xbox Series, OS X            |
| 2018  | Jurassic World Evolution                      | Frontier Developments       | Microsoft Windows, PlayStation 4, Xbox One,                                             |
| 2019  | Planet Zoo                                    | Frontier Developments       | Microsoft Windows                                                                       |
| 2021  | Elite Dangerous: Odyssey                      | Frontier Developments       | Microsoft Windows                                                                       |
| 2021  | Jurassic World Evolution 2                    | Frontier Developments       | Microsoft Windows, PlayStation 4, PlayStation 5, Xbox One, Xbox Series                  |
| 2022  | F1 Manager 2022                               | Frontier Developments       | Microsoft Windows, PlayStation 4, PlayStation 5, Xbox One, Xbox Series                  |
| 2023  | Warhammer Age of Sigmar: Realms of Ruin       | Frontier Developments       | Microsoft Windows, PlayStation 5, Xbox Series                                           |
| 2023  | F1 Manager 2023                               | Frontier Developments       | Microsoft Windows, PlayStation 4, PlayStation 5, Xbox One, Xbox Series                  |
| 2024  | F1 Manager 2024                               | Frontier Developments       | Microsoft Windows, PlayStation 4, PlayStation 5, Xbox One, Xbox Series, Nintendo Switch |
| 2024  | Planet Coaster 2                              | Frontier Developments       | Microsoft Windows, PlayStation 5, Xbox Series                                           |